# Dezmopresin
Dezmopresin (DDAVP, Stimat, Minirin) je sintetička zamena za vazopresin, hormon koji umanjuje proizvodnju urina. On se može koristiti nazalno, intravenozno, ili u obliku tablete. Dezmopresin se najčešće koristi za lečenje insipidnog dijabetesa ili enureze.

## Hemija
Dezmopresin (1-dezamino-8-D-arginin vazopresin) je modifikovana forma normalnog humanog hormona arginin vazopresina, peptida koji sadrži devet aminokiselina.
U poređenj sa vazopresinom, prva aminokiselina dezmopresina je deaminisana, i arginin u osmoj poziciji je u dekstro umesto levo formi.

## Način dejstva
Dezmopresin deluje putem ograničavanja količine vode koja se eliminiše urinom.
Dezmopresin vezuje V2 receptore u bubrezima, što dovodi do povećanja reapsorpcije vode. On takođe stimuliše oslobađanje von Vilebrandovog faktora iz endotelnih ćelija kao posledica stimulacije V1a receptora.

## Literatura
- Leissinger, C.; Becton, D.; Cornell Jr, C.; Cox Gill, J. (2001). „High-dose DDAVP intranasal spray (Stimate®) for the prevention and treatment of bleeding in patients with mild haemophilia A, mild or moderate type 1 von Willebrand disease and symptomatic carriers of haemophilia A”. Haemophilia. 2001 (7): 258—66. PMID 11380629. S2CID 20472310. doi:10.1046/j.1365-2516.2001.00500.x.

## Spoljašnje veze
|  | Molimo Vas, obratite pažnju na važno upozorenje u vezi sa temama iz oblasti medicine (zdravlja). |